# Al-Dżura (Egipt)
Al-Dżura (arab. الجورة, Al-Ǧūra) – miejscowość w Egipcie, na północno-wschodniej części półwyspu Synaj, w muhafazie Synaj Północny.
Al-Dżura jest położona ok. 37 km na południowy wschód od miasta Arisz i ok. 16 na zachód od granicy z Izraelem. W miejscowości znajduje się lotnisko Al-Dżura oraz Baza Północna (Forward Operating Base North) sił pokojowych MFO (Multinational Force & Observers). 15 sierpnia 2005 roku, w pobliżu lotniska nastąpiła eksplozja, w wyniku czego został zniszczony mikrobus używany przez siły międzynarodowe.
W latach 1967–1979 mieściła się tu izraelska baza lotnicza.